# Haim Hefer
Haim Hefer (nacido Haim Feiner) (en hebreo: חיים חפר‎) (Sosnowiec, Polonia, 29 de octubre de 1925 - Tel Aviv, Israel, 18 de septiembre de 2012) fue un compositor, poeta y escritor israelí.

## Biografía
Haim, hijo de Isacar Feiner, un vendedor de chocolate, y Rivka Herzberg, ama de casa, tenía un maestro particular de hebreo. Su familia emigró a Eretz Israel en 1936 y se instaló en Ra'anana. Comenzó a escribir a la edad de 13 años, en una participación de un concurso nacional. Nunca terminó la escuela secundaria y se unió al Palmaj en 1943. Participó en el ingreso de inmigrantes ilegales a través de Siria y Líbano. Durante la Guerra de independencia de Israel, fue uno de los fundadores de la banda musical "Chizbatron", creada para entretener a los soldados del Palmach, y fue su principal compositor.
El 18 de septiembre de 2012 (el segundo día de Rosh Hashaná, 5773), murió en el Sourasky Medical Center en Tel Aviv.